# 리튬 (의약품)
리튬 화합물 혹은 리튬염은 정신질환에 사용되는 약물이다. 대한민국에서는 탄산리튬이 쓰이며, 조증·조울증의 치료 및 예방적 유지치료용으로 처방된다. 리튬은 현재 세계 보건기구 필수 의약품중 하나에 이름을 올리고 있다. 리튬이 정상적으로 작동하기 위한 혈액 농도는 1.2mEq/L이다.

## 역사
리튬의 과학적 치료는 1946년 호주의 정신의학자인 존 케이드로부터 시작된다. 존 케이드는 유리병을 모아 정신질환을 앓는 환자들의 소변을 모았고, 기니피그에 주사했다. 기니피그가 죽자, 요산을 녹일 생각으로 리튬염을 추가했다. 그리고 리튬염이 들어가자 요소의 독성이 줄어들었으며, 케이드는 리튬만을 사용했을 때 기니피그가 어떻게 될지 궁금해졌고, 대량의 리튬을 기니피그 복부에 주입했고 기니피그는 그를 멍한 눈으로 바라보았다. 케이드는 여러 환자에게 리튬을 투여했는데, 그 중 W. B. 라는 환자에게 1949년 3월 28일부터 투여하기 시작했다.W. B.는 3주만에 확연히 달라졌고, 5달만에 퇴원하게 되었다. 이후 존 케이드는 이듬해 리튬 실험에 대한 논문을 내게 된다. 케이드는 1949년 논문에서 리튬의 위험성을 언급하지 않았는데, 리튬에 독성이 있지만 기적의 약이었기 때문이었다. 전세계적으로 리튬이 알려지게 된 것은 우연히 케이드의 논문을 읽은 모겐스 쇼우(Mogens Schou)가 위약과 리튬의 효과를 비교하는 이중맹검(double blind) 연구 결과를 1954년에 발표한 것이 계기였다.

## 기전
리튬의 기전은 밝혀지지 않았다. 그러나, 세로토닌과 노르에피네프린등 신경전달물질의 재흡수를 방지하고, 제 2차 신호전달체계를 방해하며, 또한 글루탐산 제거를 통한 신경세포 보호 작용이 있는 것으로 추정되고 있다.
2010년 리튬을 복용한 측과 더불어 밸프로에이트을 복용한 측을 비교해볼때, 리튬의 경우 회백질이 증가한 것을 발견하였다.

## 부작용
리튬은 부작용이 큰 약물로, 치료농도범위인 1.2mEq/L 이하의 혈중농도에서도 환자에 따라 독성을 나타낼수 있다. 이런 리튬의 독성은 혈중 리튬의 농도와 밀접한 관계가 있다. 중독의 초기증상은 구역, 구토, 설사, 식욕부진, 연하곤란, 조대진전, 근육연축, 운동장애, 운동실조, 무력감, 운동과소, 경면, 어지러움, 발열, 발한, 언어장애, 착란이 있으며, 중독이 심해지면 초기 증상이 더 심해짐과 동시에 두통, 이명, 시야흐림, 주시발증, 안진, 긴장항진·저하, 건반사항진, 불안, 헛소리, 의식장애, 기억장애, 실금, 경련발작, 뇌파이상, 부정맥, 혈압저하, ECG이상, 백혈구증가, 저장뇨 또는 핍뇨, 탈수, 혼미, 혼수등이 발생한다. 이런 부작용으로 인해 환자의 모니터링이 필요하다.